# Chiesa di San Giuseppe (Nizza di Sicilia)
La chiesa di San Giuseppe è un tempio sacro cattolico, ubicato nel quartiere Fiumarello, in via Mazzini a Nizza di Sicilia; al suo interno si perpetua il culto in onore di San Giuseppe, venerato patrono del paese aeque principalis con la Madonna Assunta. 
Appartiene alla parrocchia "Santa Maria Assunta e San Giuseppe".

## Storia

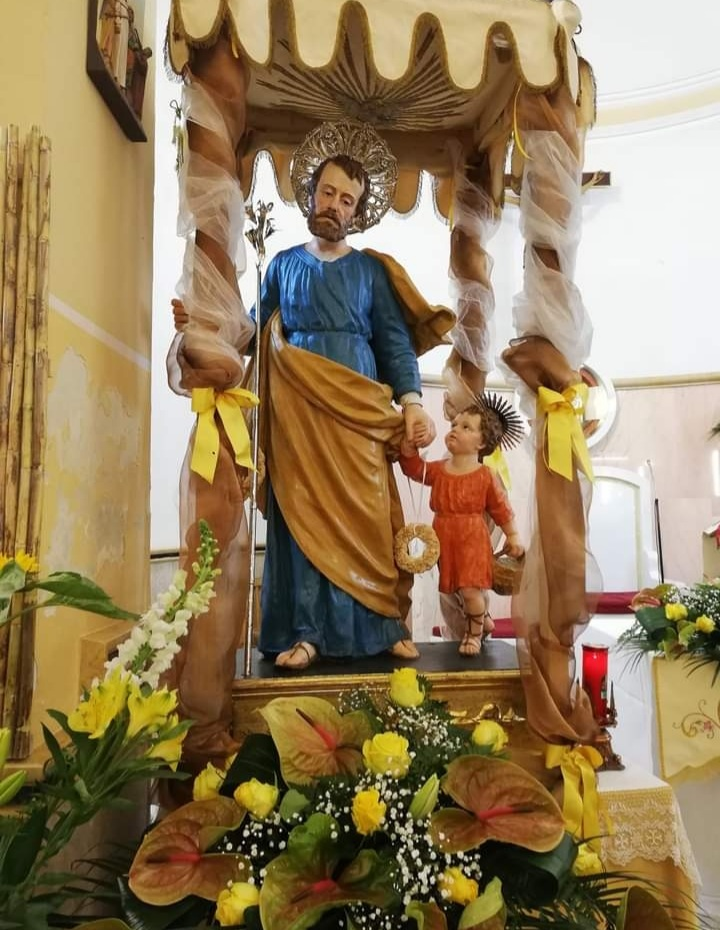
Simulacro di san Giuseppe, marzo 2021.

La chiesa di San Giuseppe, sita nel quartiere Fiumarello, costituiva anticamente la cappella privata dei Principi d'Alcontres, come testimoniava lo stemma nobiliare che un tempo ne dominava l'arco maggiore. L'Arcipretura del Rosario di Roccalumera ne ricevette successivamente la giurisdizione e la gestì come cappellania curata fino a quando, il 26 luglio 1921, la chiesa fu eretta a parrocchia dall'Arcivescovo Letterio D'Arrigo Ramondini; tuttavia, in seguito al terribile terremoto che nel 1908 aveva colpito tutta la provincia di Messina, il sacro edificio era in quel momento inagibile; il suo recupero e la riparazione degli ingenti danni procurati dal sisma ebbero avvio solo nel marzo 1925.
Nel frattempo la cura pastorale della comunità fu affidata - fino al settembre 1982 - ai padri Agostiniani, che riorganizzarono l'area del presbiterio in seguito alla riforma liturgica.
Nel 1984 l'Arcivescovo di Messina Ignazio Cannavò decise l'unificazione di tutto il territorio del paese sotto un'unica parrocchia: le parrocchie preesistenti si unirono e nacque così la parrocchia "Santa Maria Assunta e San Giuseppe", operante su tutto il paese; contestualmente all'unificazione il Vescovo Cannavò aveva anche decretato che la Madonna Assunta e San Giuseppe fossero eletti Patroni aeque principalis della cittadina nizzarda. Il primo parroco della nuova parrocchia fu don Carmelo Calabrò, già parroco dell'Assunta dal 1944, aiutato successivamente da don Santi Gigante come parroco in solido; morto don Calabrò, a padre Gigante si affiancò come parroco in solido don Giuseppe La Speme; furono loro a curare nei primi anni duemila il restauro della chiesa, il nuovo altare fu solennemente consacrato dall'arcivescovo La Piana il 26 settembre 2009, durante la messa di dedicazione del tempio.

## Descrizione

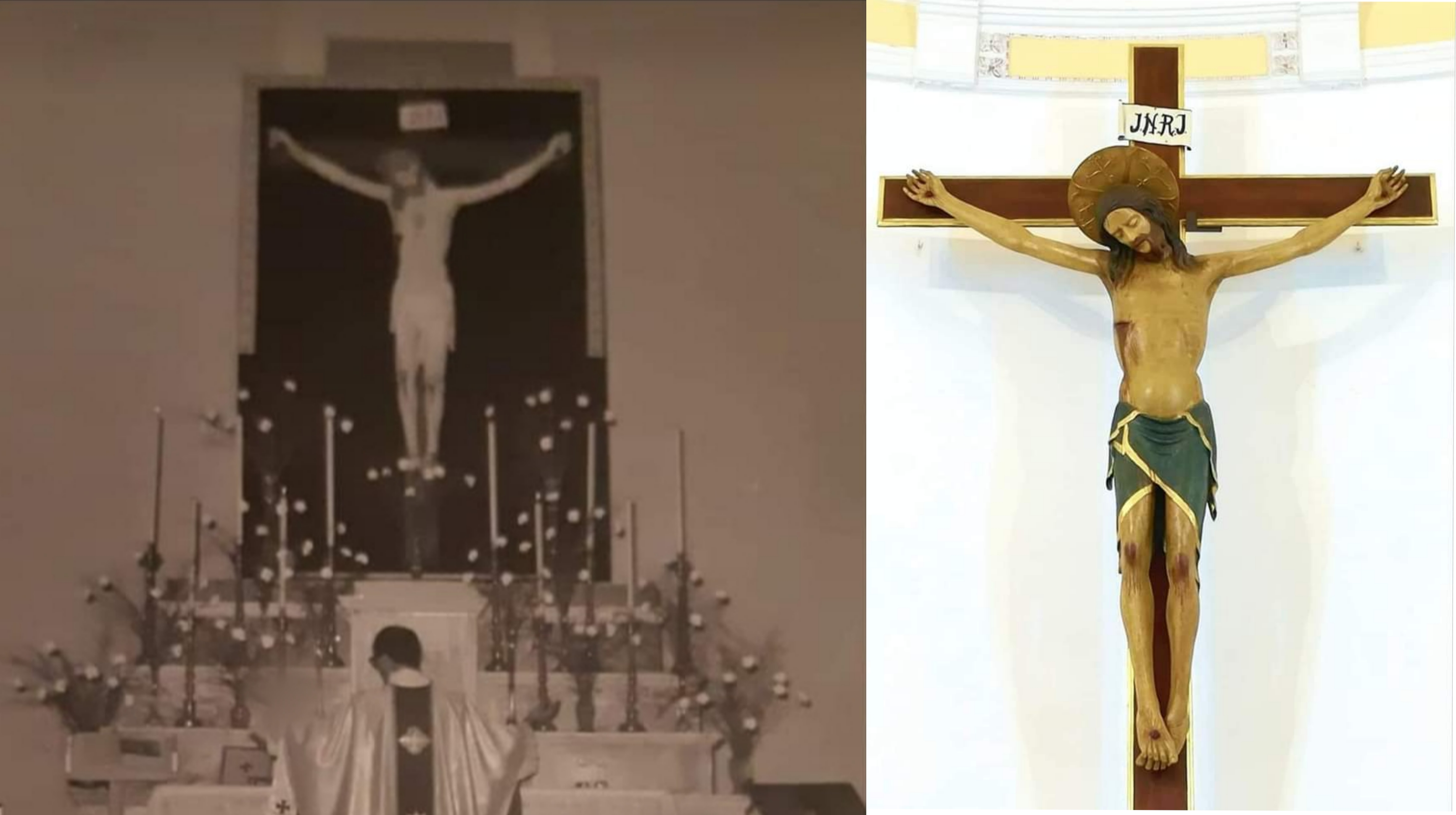
Crocifisso cinquecentesco, prima e dopo il restauro.

Il sacro edificio è stato sottoposto a importanti e necessari lavori di restauro nei primi anni duemila. In questa occasione all'esterno è stata installata una nuova vetrata artistica raffigurante san Giuseppe recante in braccio il Bambino Gesù, disegnata ed eseguita dal maestro messinese Rosariò Arnò. All'interno il presbiterio è stato artisticamente rinnovato: un tempo (fino agli anni settanta) ospitava l'altare maggiore sopra il quale si trovava la nicchia che custodiva il simulacro del titolare della Chiesa, mentre nella stessa area anticamente esisteva una tribuna che comunicava direttamente con la casa dei principi d'Alcontres;
dagli anni settanta invece vi è collocato un antico e pregevole Crocifisso, precedentemente collocato in un altare laterale; i lavori di restauro hanno rivelato che il Crocifisso, nel corso dei secoli, era stato ricoperto di gesso dalla testa ai piedi, impedendo di fatto di vedere l'opera originale; il prof. Ignazio Lo Faro di Catania, accortosi della cosa, ha rimosso tutte le coperture del Crocifisso riportandolo alla luce nella sua bellezza originale e l'ha datato al sec. XVI, attribuendolo ad un artista messinese della famiglia Comunella.
L'adattamento del presbiterio è stato eseguito dal Maestro d'arte Giacomo Alberghina; i mosaici dell'Agnello pasquale e del sepolcro vuoto posto sull'altare e sull'ambone sono stati eseguiti dalla ditta Mosaic'Art di Ragusa su disegni del prof. Francesco Alberghina.
Sulla parete destra si trovano attualmente il confessionale, una stampa della Divina Misericordia, la statua dell'Addolorata, un altorilievo della Risurrezione e il fonte battesimale.
Sulla parete sinistra invece si trovano l'antico simulacro di san Biagio, realizzato nel 1892 dallo scultore messinese Antonio Saccà, un quadro del sacro Cuore di Gesù, la riproduzione della grotta di Lourdes con il simulacro della Vergine Maria e di santa Bernadette, e il venerato simulacro di san Giuseppe, titolare della chiesa, che è stato restaurato in occasione dell'anno di San Giuseppe indetto dal papa Francesco l'8 dicembre 2020.

## Festa di san Giuseppe
La chiesa è sede, ogni anno, della festa liturgica in onore del Santo, patrono aeque principalis della cittadina insieme alla Madonna Assunta, con il novenario di preparazione e le sante Messe del giorno festivo.

## Chiese filiali
Sul suolo nizzardo sorgono anche la Chiesa di Santa Maria Assunta, l'altra Patrona della cittadina, nonché i due tempietti che costituiscono chiese filiali della parrocchia "Santa Maria Assunta e San Giuseppe": la chiesa di San Giovanni Battista e la chiesa di San Francesco di Paola. 
Nella Chiesa di San Giovanni Battista, eretta nel XVII secolo per gli abitanti della Marina di Fiumedinisi, si trovano varie opere di pregio (tra cui spicca una tavola raffigurante la Madonna con i SS. Pietro e Paolo datata 1587) e la venerata statua della Madonna Immacolata (di autore anonimo, ma estremamente somigliante alla Madonna del Carmelo di Furnari e alla Madonna Immacolata del Duomo di Pozzo di Gotto, attribuite al messinese Michele Gangeri, operante nel XIX secolo), solennemente festeggiata ogni 8 dicembre con la processione per le vie del paese e la rappresentazione di “u Sciccareddu sarbaggiu” davanti alla chiesa nonché - con cadenza quinquennale - la prima domenica di agosto con la processione sul mare con le barche; ogni 22 giugno inoltre ha luogo la tradizionale fiera di san Giovanni.
Nella chiesa di San Francesco di Paola (costruita nel 1733 dal principe D'Alcontres come cappella del convento dei frati Paolotti, poi trasformato in sede municipale) si trova un solo altare, dominato da un dipinto del Parmigiani raffigurante san Francesco di Paola, che sostituisce il precedente dipinto del santo datato al 2 febbraio 1794, oggi conservato presso il Museo di Messina); conserva anche una statua seriale di santa Teresina e una venerata statua in cartapesta di santa Rita da Cascia, che sostituiscono un dipinto settecentesco dei Santi Pietro e Paolo e un altro del primo ottocento del Cristo morto con la Maddalena che gli bacia la mano (opera di Nicolò Mazzagatti), andate perdute.